# Alfabeto thailandese
L'alfabeto tailandese (in thailandese ตัวอักษรไทย, RTGS: tua akson thai, IPA: [tuːa ak-sɔːn tʰai]), conosciuto anche come alfabeto thailandese  o alfabeto thai è l'alfabeto usato per scrivere il tailandese e altre lingue minoritarie in Thailandia.
È composto da quarantaquattro consonanti (พยัญชนะ), da almeno trentadue forme vocaliche (สระ) e da quattro indicatori di tono (วรรณยุกต์). Le consonanti sono scritte orizzontalmente da sinistra a destra, mentre le vocali sono poste al di sopra, al di sotto, a destra o a sinistra o anche intorno alla consonante che seguono.
A differenza dell'alfabeto latino, l'alfabeto tailandese non distingue fra lettere maiuscole e minuscole. Si scrive solitamente senza spazi fra le parole, e si è facilitati dal fatto che la maggior parte delle parole thailandesi ha una sola sillaba; la fine di una frase è segnata da uno spazio.
Sono anche presenti dei caratteri che rappresentano il sistema numerico tailandese (๐๑๒๓๔๕๖๗๘๙), anche se il sistema numerico occidentale viene quotidianamente utilizzato.
Secondo la tradizione fu creato nel 1283 da re Ramkhamhaeng il Grande.

## Tabelle dei simboli
Nei documenti ufficiali thailandesi la trascrizione in caratteri latini viene eseguita secondo il Sistema generale reale thailandese di trascrizione, detto RTGS, ma in molti altri casi vengono usati svariati altri sistemi, dati i limiti dello stesso RTGS le successive tabelle comprendono anche la trascrizione secondo l'alfabeto fonetico internazionale (IPA).

### Consonanti
Per facilitare la comprensione, ciascuna consonante è tradizionalmente associata a una parola in tailandese che inizia con quel suono o lo vede prevalere: ad esempio, il nome della lettera ข è kho khai (ข ไข่), dove kho è il suono che la lettera rappresenta, e khai (ไข่) è la parola che inizia con quel suono e significa "uovo". Tutte le consonanti nell'alfabeto vengono pronunciate associandole alla vocale o. Anche gli acronimi latinizzati vengono pronunciati in questo modo (es.: PTT viene pronunciato [pɔtɔtɔ])
Ciascuna consonante è assegnata a una "classe" (alta, media, bassa), che è rilevante nel determinare il tono con il quale la sillaba è pronunciata.
| Lettera | Nome       | Nome         | Nome                           | Trascrizione RTGS | Trascrizione RTGS | Trascrizione IPA | Trascrizione IPA | Classe |
| Lettera | Tailandese | RTGS         | Significato                    | Iniziale          | Finale            | Iniziale         | Finale           | Classe |
| ------- | ---------- | ------------ | ------------------------------ | ----------------- | ----------------- | ---------------- | ---------------- | ------ |
| ก       | ก ไก่       | ko kai       | Pollo                          | k                 | k                 | [ɡ]              | [k̚]              | media  |
| ข       | ข ไข่       | kho khai     | Uovo                           | kh                | k                 | [kʰ]             | [k̚]              | alta   |
| ฃ       | ฃ ขวด      | kho khuat    | Bottiglia1                     | kh                | k                 | [kʰ]             | [k̚]              | alta   |
| ค       | ค ควาย     | kho khwai    | Bufalo indiano                 | kh                | k                 | [kʰ]             | [k̚]              | bassa  |
| ฅ       | ฅ คน       | kho khon     | Persona1                       | kh                | k                 | [kʰ]             | [k̚]              | bassa  |
| ฆ       | ฆ ระฆัง     | kho ra-khang | Campana                        | kh                | k                 | [kʰ]             | [k̚]              | bassa  |
| ง       | ง งู        | ngo ngu      | Serpente                       | ng                | ng                | [ŋ]              | [ŋ]              | bassa  |
| จ       | จ จาน      | cho chan     | Piatto                         | ch                | t                 | [tɕ]             | [t̚]              | media  |
| ฉ       | ฉ ฉิ่ง       | cho ching    | cimbali                        | ch                | –                 | [tɕʰ]            | –                | alta   |
| ช       | ช ช้าง      | cho chang    | Elefante                       | ch                | t                 | [tɕʰ]            | [t̚]              | bassa  |
| ซ       | ซ โซ่       | so so        | Catena                         | s                 | t                 | [s]              | [t̚]              | bassa  |
| ฌ       | ฌ เฌอ      | cho choe     | Cespuglio                      | ch                | –                 | [tɕʰ]            | –                | bassa  |
| ญ       | ญ หญิง      | yo ying      | Donna                          | y                 | n                 | [j]              | [n]              | bassa  |
| ฎ       | ฎ ชฎา      | do cha-da    | Copricapo tradizionale         | d                 | t                 | [d]              | [t̚]              | media  |
| ฏ       | ฏ ปฏัก      | to pa-tak    | Pungolo, giavellotto           | t                 | t                 | [t̚]              | [t]              | media  |
| ฐ       | ฐ ฐาน      | tho than     | Piedistallo                    | th                | t                 | [tʰ]             | [t̚]              | alta   |
| ฑ       | ฑ มณโฑ     | tho montho   | Personaggio del Ramayana       | th                | t                 | [tʰ]             | [t̚]              | bassa  |
| ฒ       | ฒ ผู้เฒ่า     | tho phu-thao | Anziano                        | th                | t                 | [tʰ]             | [t̚]              | bassa  |
| ณ       | ณ เณร      | no nen       | Monaco novizio                 | n                 | n                 | [n]              | [n]              | bassa  |
| ด       | ด เด็ก      | do dek       | Bambino                        | d                 | t                 | [d]              | [t̚]              | media  |
| ต       | ต เต่า      | to tao       | Tartaruga                      | t                 | t                 | [t]              | [t̚]              | media  |
| ถ       | ถ ถุง       | tho thung    | Sacco                          | th                | t                 | [tʰ]             | [t̚]              | alta   |
| ท       | ท ทหาร     | tho thahan   | Soldato                        | th                | t                 | [tʰ]             | [t̚]              | bassa  |
| ธ       | ธ ธง       | tho thong    | Bandiera                       | th                | t                 | [tʰ]             | [t̚]              | bassa  |
| น       | น หนู       | no nu        | Topo                           | n                 | n                 | [n]              | [n]              | bassa  |
| บ       | บ ใบไม้     | bo baimai    | Foglia                         | b                 | p                 | [b]              | [p̚]              | media  |
| ป       | ป ปลา      | po plaa      | Pesce                          | p                 | p                 | [p]              | [p̚]              | media  |
| ผ       | ผ ผึ้ง       | pho phueng   | Ape                            | ph                | –                 | [pʰ]             | –                | alta   |
| ฝ       | ฝ ฝา       | fo fa        | Coperchio                      | f                 | –                 | [f]              | –                | alta   |
| พ       | พ พาน      | pho phan     | Tipico vassoio con piedistallo | ph                | p                 | [pʰ]             | [p̚]              | bassa  |
| ฟ       | ฟ ฟัน       | fo fan       | Denti                          | f                 | p                 | [f]              | [p̚]              | bassa  |
| ภ       | ภ สำเภา    | pho sam-phao | Veliero                        | ph                | p                 | [pʰ]             | [p̚]              | bassa  |
| ม       | ม ม้า       | mo ma        | Cavallo                        | m                 | m                 | [m]              | [m]              | bassa  |
| ย       | ย ยักษ์      | yo yak       | Gigante                        | y                 | y                 | [j]              | [j]              | bassa  |
| ร       | ร เรือ      | ro ruea      | Barca                          | r                 | n                 | [r]              | [n]              | bassa  |
| ล       | ล ลิง       | lo ling      | Scimmia                        | l                 | n                 | [l]              | [n]              | bassa  |
| ว       | ว แหวน     | wo waen      | Anello                         | w                 | w                 | [w]              | [w]              | bassa  |
| ศ       | ศ ศาลา     | so sala      | Gazebo                         | s                 | t                 | [s]              | [t̚]              | alta   |
| ษ       | ษ ฤๅษี      | so rue-si    | Eremita                        | s                 | t                 | [s]              | [t̚]              | alta   |
| ส       | ส เสือ      | so suea      | Tigre                          | s                 | t                 | [s]              | [t̚]              | alta   |
| ห       | ห หีบ       | ho hip       | Cesta                          | h                 | –                 | [h]              | –                | alta   |
| ฬ       | ฬ จุฬา      | lo chu-la    | Aquilone                       | l                 | n                 | [l]              | [n]              | bassa  |
| อ       | อ อ่าง      | o ang        | Catino                         | *                 | –                 | [ʔ]              | –                | media  |
| ฮ       | ฮ นกฮูก     | ho nok-huk   | Gufo                           | h                 | –                 | [h]              | –                | bassa  |

- 1 In disuso

#### Particolarità
Le consonanti approssimanti ย e ว sono presenti anche in dittonghi e trittonghi, rispettivamente con "i" e "o". La consonante อ invece non rappresenta nessun suono, e viene usata per scrivere le sillabe che iniziano per vocale, perché tutte le vocali sono scritte in relazione a una consonante (come อากาศ, akat). Viene inoltre usata per rappresentare la vocale lunga ɔː, RTGS o, e per eventuali dittonghi e trittonghi.

### Vocali
In tailandese le vocali, i dittonghi e i trittonghi sono scritti mediante l'utilizzo di simboli vocalici e/o consonantici. Nelle seguenti tabelle ciascuna vocale è situata nella posizione corretta relativamente a una consonante iniziale (rappresentata qui da un tratto "–") e a volte anche relativamente a una seconda consonante (un secondo tratto).
La colonna "nome tailandese trascritto" contiene una trascrizione (non RTGS) di come in tailandese viene chiamato il simbolo relativo, nella stesura sono stati usati gli accenti presenti nella lingua italiana per distinguere le differenze tra le vocali; tra parentesi viene evidenziata la lunghezza dei foni. 

#### Monottonghi
| simbolo thai                             | nome thai trascritto | trascrizione IPA | trascrizione RTGS | esempio di trascrizione RTGS                     | varianti di trascrizione con altri sistemi |
| ---------------------------------------- | -------------------- | ---------------- | ----------------- | ------------------------------------------------ | ------------------------------------------ |
| –ั -                                      | mai han-akat (breve) | ɑ                | a                 | วัน = wan (giorno)                                | u                                          |
| - (a implicita)                          | sara a (breve)       | ɑ                | a                 | ขนม = kanom (dolciume)                           | u                                          |
| –ะ                                       | sara à (tronca)      | aʔ               | a                 | กะ = ka (con)                                    | ah                                         |
| -า                                       | sara a (lunga)       | aː               | a                 | มา = ma (venire)                                 | ar, aa                                     |
| -รร- con consonante finale               | ro han *             | ɑ                | a                 | สรรพ sap (intero)                                | u                                          |
| -รร- con vocale finale o consonante muta | ro han *             | ɑn               | an                | สรรหา = sanha (cercare) สวรรค์ = sawan (paradiso) | un                                         |
| –ำ                                       | sara am (lunga)      | aːm              | am                | รำ = ram (danza)                                 | um                                         |
| –ิ                                        | sara i (breve)       | i                | i                 | กิน = gin (mangiare o bere)                       |                                            |
| –ี                                        | sara i (lunga)       | iː               | i                 | มีด = mit (coltello)                              | ee, ii, y                                  |
| –ึ                                        | sara ue (breve)      | ɯ                | ue (digramma)     | นึก = nuek (supporre)                             | eu, uh                                     |
| –ื                                        | sara ue (lunga)      | ɯː               | ue (digramma)     | หรือ = rue (o, oppure)                            | eu                                         |
| –ุ                                        | sara u (breve)       | u                | u                 | ลุ = lu (raggiungere)                             | ou, oo, uh                                 |
| –ู                                        | sara u (lunga)       | uː               | u                 | หรู = ru (lussuoso)                               | oo, uu                                     |
| เ–็ -                                     | sara e (breve)       | e                | e                 | เล็ง = leng (puntare)                             |                                            |
| เ–ะ                                      | sara é (tronca)      | eʔ               | e                 | เละ = le (soffice)                               | eh                                         |
| เ-                                       | sara é (lunga)       | eː               | e                 | เลน = len (fango)                                | ay, a, ae, ai                              |
| แ–็–                                      | sara è (breve)       | ɛ                | ae (digramma)     |                                                  | aeh, a                                     |
| แ–ะ                                      | sara è (tronca)      | ɛʔ               | ae (digramma)     | และ = lae (e, ed)                                | aeh, a                                     |
| แ–                                       | sara è (lunga)       | ɛː               | ae (digramma)     | แสง = saeng (luce)                               | a, e                                       |
| – - (o implicita)                        | sara o (breve)       | o                | o                 | ลม = lom (vento)                                 |                                            |
| โ–ะ                                      | sara ó (tronca)      | oʔ               | o                 | โละ = lo (buttare)                               | oh                                         |
| โ–                                       | sara ó (lunga)       | oː               | o                 | โล้ = lo (dondolare)                              | or, oh                                     |
| เ–าะ                                     | sara ò (tronca)      | ɔʔ               | o                 | เกาะ = ko (isola)                                | orh, oh, or                                |
| -อ                                       | sara ò * (lunga)     | ɔː               | o                 | รอม = rom (accumulare)                           | or, aw, ow                                 |
| เ–ิ –                                     | sara oe (breve)      | ɤ                | oe (digramma)     | เหลิง = loeng (arrogante)                         | eu, u                                      |
| เ–อะ                                     | sara oe * (tronca)   | ɤʔ               | oe (digramma)     | เลอะ = loe (sporco)                              | eu, u                                      |
| เ–อ                                      | sara oe * (lunga)    | ɤː               | oe (digramma)     | เธอ = thoe (tu(tra amici))                       | ur, eu, u                                  |

#### Dittonghi
| simbolo thai | nome thai                                | trascrizione IPA | trascrizione RTGS | esempio di trascrizione RTGS                      | varianti di trascrizione con altri sistemi |
| ------------ | ---------------------------------------- | ---------------- | ----------------- | ------------------------------------------------- | ------------------------------------------ |
| เ–ียะ         | sara ià * (con <à> tronca)               | jaʔ              | ia                | เผียะ = phia                                       | iah, ear                                   |
| เ–ีย          | sara ìa * (con accento sulla i)          | jːa              | ia                | เรียน = rian (studiare)                            | ear, ere                                   |
| เ–ือะ         | sara ueà * (digramma <ue> + <a> tronca)  | ɯaʔ              | uea               | (non ci sono parole thai con questo dittongo)     |                                            |
| เ–ือ          | sara uea * (digramma ue (lungo) + <a>)   | ɯːa              | uea               | เลือก = lueak (scegliere)                          | eua, ua                                    |
| -ว-          | wo waen **                               | ua               | ua                | รวม = ruam (aggiungere)                           | uar                                        |
| –ัวะ          | sara uà * (con <a> tronca)               | uaʔ              | ua                | ผัวะ = phua (suono di uno schiaffo) (onomatopeico) | wah, uah                                   |
| –ัว           | sara ua *                                | ua               | ua                | มัว = mua (oscuro)                                 | ewer                                       |
| ใ–           | sara ai mai muan                         | ɑj               | ai                | ใย = yai (fibra)                                  | ay, y                                      |
| ไ–           | sara ai mai malai                        | ɑj               | ai                | ไล่ = lai (inseguire)                              | ay, y                                      |
| ไ–ย          | sara ai mai malai * con ย finale         | ɑj               | ai                | ไทย = thai (thai)                                 | ay, y                                      |
| –ัย           | sara ai * (con <a> breve)                | ɑj               | ai                | วัย = wai (periodo di tempo)                       |                                            |
| -าย          | sara ai * (con <a> lunga)                | aːj              | ai                | สาย = sai (filo)                                  | aai, aay                                   |
| เ–า          | sara ao (con <a> breve)                  | aw               | ao                | เมา = mao (ubriaco)                               | aw, ow                                     |
| -าว          | sara ao * (con <a> lunga)                | aːw              | ao                | ลาว = lao (laosiano)                              | ow                                         |
| -ุย           | sara ui *                                | uj               | ui                | ลุย = lui (guadare)                                |                                            |
| โ-ย          | sara ói * (con ó lunga)                  | oːj              | oi                | โรย = roi (indebolirsi)                           | oy                                         |
| -อย          | sara òi * (con ò lunga)                  | ɔːj              | oi                | ลอย = loi (fluttuante)                            | oy                                         |
| เ–ย          | sara oei * (digramma <oe> (lungo) + i)   | ɤːj              | oei               | เลย = loei (oltre)                                |                                            |
| –ิว           | sara io *                                | jw               | io                | ลิ่ว = lio (volteggiare)                            | iu, iw, ew                                 |
| เ–็ว          | sara éo * (breve)                        | ew               | eo                | เร็ว = reo (veloce)                                | eu, ew                                     |
| เ–ว          | sara éo * (con è lunga)                  | eːw              | eo                | เลว = leo (cattivo)                               | eu, ew                                     |
| แ–็ว          | sara aeo * (digramma <ae> (breve) + <o>) | ɛw               | aeo               | แผล็ว = phlaeo                                     | eo, ew, aew                                |
| แ–ว          | sara aeo * (digramma <ae> (lungo) + <o>) | ɛːw              | aeo               | แมว = maeo (gatto)                                | eo, ew, aew                                |

- * = scritti con simboli vocalici + consonantici.
- ** = scritti con simboli consonantici.

#### Trittonghi
| simbolo thai | nome thai                                         | trascrizione IPA | trascrizione RTGS | esempio di trascrizione RTGS | varianti di trascrizione con altri sistemi |
| ------------ | ------------------------------------------------- | ---------------- | ----------------- | ---------------------------- | ------------------------------------------ |
| เ–ือย         | sara ueài * (digramma <ue> con fono (lungo) + ai) | ɯːaj             | ueai              | เลื้อย = lueai (arrampicarsi)  | euai, uai                                  |
| เ–ียว         | sara iào *                                        | jao              | iao               | เลี้ยว = liao (voltare)        | iow                                        |
| -วย          | sara uài *                                        | uaj              | uai               | มวย = muai (lotta)           |                                            |

- * = scritti con simboli vocalici + consonantici.

### Segni diacritici e toni

#### Toni
Il tailandese è una lingua tonale in cui i toni determinano il significato della parola, due parole uguali con due toni diversi hanno significati diversi. I toni, che sono definiti con precisione nella scrittura della parola, sono cinque:
- Tono alto
- Tono ascendente
- Tono medio
- Tono discendente
- Tono basso

Se non vi sono segni diacritici i toni vanno pronunciati come dalla seguente tabella:
| Tipo di vocale e tipo di consonante finale                | Consonante iniziale di "classe bassa" | Consonante iniziale di "classe media" | Consonante iniziale di "classe alta" |
| --------------------------------------------------------- | ------------------------------------- | ------------------------------------- | ------------------------------------ |
| Vocale lunga o vocale + consonante sonante                | Tono medio                            | Tono medio                            | Tono ascendente                      |
| Vocale lunga + consonante occlusiva                       | Tono discendente                      | Tono basso                            | Tono basso                           |
| Vocale corta finale o Vocale corta + consonante occlusiva | Tono alto                             | Tono basso                            | Tono basso                           |

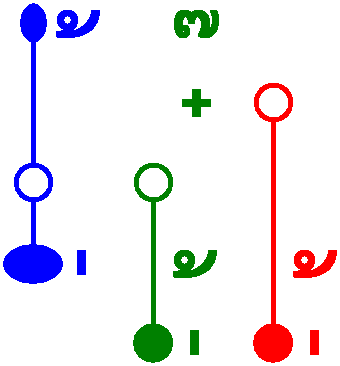
I cinque toni.
Cerchi vuoti: sillabe vive, cerchi pieni: sillabe morte.
Ellisse stretta: vocali brevi, ellisse larga: vocali lunghe.
Blu: parole inizianti con consonanti di classe bassa, verde: di classe media, rosso: di classe alta.

Se vi sono segni diacritici che indicano i toni le parole vanno pronunciate come dalla successiva tabella: ciascun segno è mostrato nella sua posizione corretta relativamente alla consonante ก (kor kai).
| Simbolo        | Tailandese | RTGS        | Conferimento del tono |
| -------------- | ---------- | ----------- | --- |
| ก่ primo tono   | ไม้เอก      | mai ek      | Sopra le consonanti di "classe alta": tono basso Sopra le consonanti di "classe media": tono basso Sopra le consonanti di "classe bassa": tono discendente     |
| ก้ secondo tono | ไม้โท       | mai tho     | Sopra le consonanti di "classe alta: tono discendente Sopra le consonanti di "classe media": tono discendente Sopra le consonanti di "classe bassa": tono alto |
| ก๊ terzo tono   | ไม้ตรี       | mai tri     | Sopra le consonanti di "classe media": tono alto |
| ก๋ quarto tono  | ไม้จัตวา     | mai jattawa | Sopra le consonanti di "classe media": tono ascendente |

I nomi dei toni derivano dai numeri uno, due, tre e quattro in una lingua dell'India.

#### Altri segni diacritici
| Simbolo | Tailandese | RTGS                  | Significato                                  |
| ------- | ---------- | --------------------- | -------------------------------------------- |
| ก็       | ไม้ไต่คู้      | mai taikhu            | Accorcia la sillaba, il tono resta invariato |
| ก์       | ไม้ทัณฑฆาต   | mai thantakhat, karan | Indica una lettera muta                      |

## Altri simboli
| simbolo | thai                            | RTGS                                               | significato |
| ------- | ------------------------------- | -------------------------------------------------- | --- |
| ฯ       | ไปยาลน้อย                        | pai-yan noi                                        | la parola precedente è abbreviata |
| ฯลฯ     | ไปยาลใหญ่                        | pai-yan yai                                        | eccetera |
| ๆ       | ไม้ยมก                           | mai ya-mok                                         | la parola o la proposizione precedente sono ripetute |
| ๏       | ฟองมัน, ตาไก่                     | fong man, ta kai                                   | veniva usato per segnare l'inizio di una frase, un paragrafo o una strofa (in disuso), ora viene usato per segnare l'inizio di una strofa di un poema e anche come punto elenco |
| ๏"      | องมันฟันหนู, ฟันหนูฟองมัน, ฝนทองฟองมัน | ong mun fan nu, fan nu fong man, fon tong fong man | veniva usato per segnare l'inizio di una frase o una strofa (in disuso) |
| ๐"      | ฟองดัน                           | fong dan                                           | anche questo segno veniva usato per segnare l'inizio di una frase o una strofa (in disuso)                                                                                      |
| ฯ       | อังคั่นเดี่ยว, คั่นเดี่ยว, ขั้นเดี่ยว        | angkhan diao, khan diao, khan diao                 | veniva usato per segnare la fine di una frase o di una strofa (in disuso) |
| ๚       | อังคั่นคู่, คั่นคู่, ขั้นคู่                 | angkhan khu, khan khu, khan khu                    | segna la fine di una strofa, di un capitolo o di una lunga sezione |
| ฯะ o ๚ะ | อังคั่นวิสรรชนีย์                     | angkhan wisanchani                                 | segnano la fine di una strofa di un poema |
| ๛       | โคมูตร                           | khomut                                             | segna la fine di un capitolo di un documento e la fine di una storia |
| ๚ะ๛     | อังคั่นวิสรรชนีย์โคมูตร                | angkhan wisanchani khomut                          | segna la fine di un'opera scritta |
| ฿       | บาท                             | baht                                               | baht |

Pai-yan noi e angkhan diao vengono rappresentate con lo stesso segno. Sara à (–ะ) usata in combinazione con altri segni viene chiamata wisanchani.

## Informatica
Il TIS-620 è il set di caratteri più completo per quanto riguarda l'alfabeto tailandese ed è stato adottato nell'intervallo di codici Unicode che va dal codice U+0E00 al U+0E7F.
|     | 0 | 1 | 2 | 3 | 4 | 5 | 6 | 7 | 8 | 9 | A | B | C | D | E | F |
| E00 | ฀ | ก | ข | ฃ | ค | ฅ | ฆ | ง | จ | ฉ | ช | ซ | ฌ | ญ | ฎ | ฏ |
| E10 | ฐ | ฑ | ฒ | ณ | ด | ต | ถ | ท | ธ | น | บ | ป | ผ | ฝ | พ | ฟ |
| E20 | ภ | ม | ย | ร | ฤ | ล | ฦ | ว | ศ | ษ | ส | ห | ฬ | อ | ฮ | ฯ |
| E30 | ะ | ั  | า | ำ | ิ  | ี  | ึ  | ื  | ุ  | ู  | ฺ  | ฻ | ฼ | ฽ | ฾ | ฿ |
| E40 | เ | แ | โ | ใ | ไ | ๅ | ๆ | ็  | ่  | ้  | ๊  | ๋  | ์  | ํ  | ๎  | ๏ |
| E50 | ๐ | ๑ | ๒ | ๓ | ๔ | ๕ | ๖ | ๗ | ๘ | ๙ | ๚ | ๛ | ๜ | ๝ | ๞ | ๟ |
| E60 | ๠ | ๡ | ๢ | ๣ | ๤ | ๥ | ๦ | ๧ | ๨ | ๩ | ๪ | ๫ | ๬ | ๭ | ๮ | ๯ |
| E70 | ๰ | ๱ | ๲ | ๳ | ๴ | ๵ | ๶ | ๷ | ๸ | ๹ | ๺ | ๻ | ๼ | ๽ | ๾ | ๿ |